# The Supremes
The Supremes sono state un gruppo vocale femminile statunitense in auge negli anni sessanta e settanta.

## Storia del gruppo
Originariamente fondato nel 1959 con il nome The Primettes a Detroit, Michigan, il trio aveva un repertorio che includeva musica doo-wop, pop, soul, Broadway e disco. Furono il gruppo di maggior successo commerciale della Motown, con dodici singoli in vetta alla classifica Billboard Hot 100. La maggior parte dei loro successi furono scritti dal principale team produttivo della Motown Holland-Dozier-Holland.
Nel 1959 le due quindicenni Florence Ballard e Mary Wilson si incontrarono in una gara canora. Il produttore Milton Jenkins voleva fondare un gruppo femminile che facesse da "gruppo sorella" ai The Primes (formati da Paul Williams ed Eddie Kendricks, che in seguito formeranno The Temptations). Jenkins pensò immediatamente a Ballard e a Wilson, a cui aggiunse la sedicenne Betty Travis, mentre Paul Williams raccomandò Diana Ross, quindicenne di Detroit.
Il gruppo fu chiamato The Primettes e nel 1960 ottenne un contratto discografico con la Motown che le diede il nome le renderà celebri, The Supremes. Travis lasciò il gruppo all'inizio del 1962 perché i genitori volevano si concentrasse negli studi; Ross, Ballard e Wilson proseguirono la propria carriera come trio.
Il primo singolo delle Supremes, pubblicato nell'aprile del 1961, fu I Want a Guy, a cui seguì Buttered Popcorn e altri tre singoli, nessuno dei quali riuscì ad ottenere risultati degni di nota. Il primo brano a portare popolarità alle Supremes fu When the Love Light Starts Shining che riuscì ad arrivare alla posizione 23 della Billboard Hot 100 nel 1963. Tuttavia fu soltanto nel 1964 grazie a Where Did Our Love Go (singolo), brano dei produttori Holland-Dozier-Holland e rifiutato dalle Marvelettes, che le Supremes conobbero il vero successo. Il singolo riuscì ad arrivare in vetta alla Hot 100 e alla classifica R&B.
Il singolo seguente Baby Love (1964) ripeté il successo ed arrivò al primo posto anche nel Regno Unito. Quando anche Come See About Me arrivò al primo posto nella Billboard Hot 100 per due settimane e in Canada, le Supremes divennero il primo gruppo ad avere tre singoli consecutivi in vetta alla classifica. I successivi Stop! In the Name of Love e Back in My Arms Again furono anch'essi numero uno nella Billboard Hot 100 ed in Canada. Il singolo I Hear a Symphony nel 1965 raggiunge la prima posizione nella Billboard Hot 100 per due settimane.

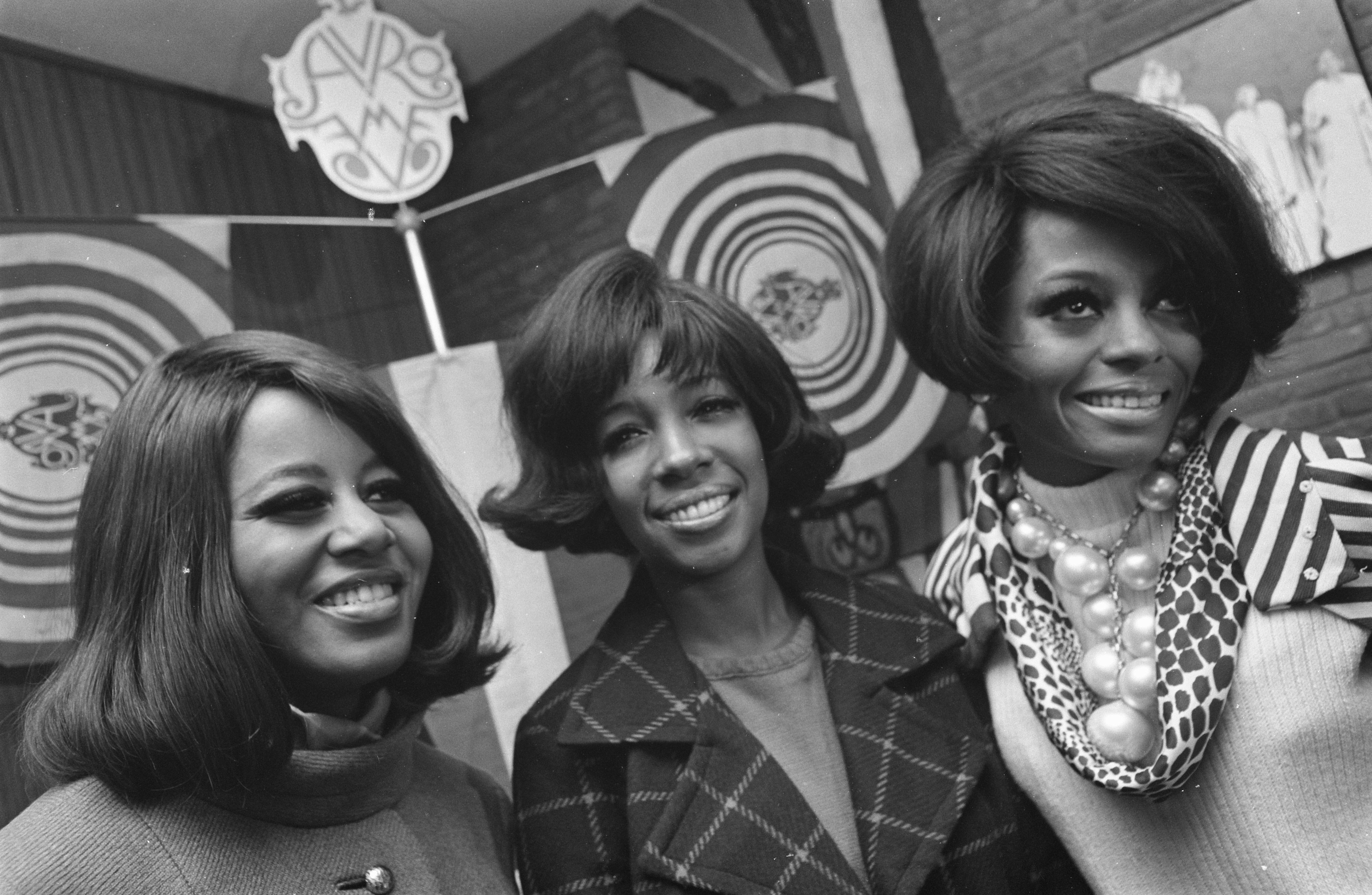
Da sinistra Cindy Birdsong, Mary Wilson e Diana Ross, 1968

Il 10 settembre 1966 venne pubblicato You Can't Hurry Love, forse il loro brano più conosciuto, che rimase in vetta alla classifica dei singoli più venduti per diverse settimane. Il successivo 19 novembre You Keep Me Hangin' On raggiunge ancora la prima posizione nella Billboard Hot 100 per due settimane. L'11 marzo 1967 anche il singolo Love Is Here and Now You're Gone raggiunge la prima posizione nella Billboard Hot 100 ed il 13 maggio The Happening riporta il gruppo al primo posto negli Stati Uniti. Il 30 novembre 1968 il singolo Love Child riporta il gruppo in prima posizione per due settimane nella Billboard Hot 100 ed in Canada, in terza in Australia e settima in Svizzera.
All'apice del loro successo a metà anni sessanta, i mezzi di informazione cominciarono a parlare delle Supremes come possibili rivali dei Beatles quanto a popolarità mondiale. La loro esperienza rese possibile per i futuri artisti R&B afro-americani di arrivare ad un notevole successo discografico.
Durante gli anni sessanta le Supremes avevano avuto Diana Ross come cantante principale, e la sua figura divenne rapidamente molto celebre rispetto a quella delle altre, al punto che nel 1967 il presidente della Motown, Berry Gordy, decise di rinominare il gruppo in Diana Ross & The Supremes e sostituì Florence Ballard con Cindy Birdsong. Tuttavia, nel 1970 Ross lasciò il gruppo per intraprendere la carriera da solista.
Negli anni sessanta, il Royal Command Show è uno dei più importanti appuntamenti per la nobiltà britannica. Si tratta di uno spettacolo musicale di beneficenza che si svolge a Londra, a cui prende parte l'intera famiglia reale. Si privilegiano, ovviamente, gli interpreti britannici, ma non si disdegnano le star straniere di successo. Le Supremes, all'epoca avevano già avuto tre LP al 1º posto delle classifiche, e Baby Love (1964), fu il primo singolo in assoluto di un gruppo femminile a raggiungere il 1º posto nelle classifiche inglesi.
Nell'edizione del 1968, il ruolo di ospiti d'onore spetta alle Supremes. Il gruppo ha alle spalle un quinquennio di successi (già undici volte numero 1 nelle classifiche dei singoli statunitensi; il dodicesimo ed ultimo numero uno, Someday Will Be Toghether, arriverà nell'anno successivo, poco prima dell'abbandono del gruppo da parte di Diana Ross). Forti del loro successo mondiale (alla fine del 1968 avevano già venduto oltre 50 milioni di dischi), il gruppo non si fa mettere in soggezione dall'idea di cantare davanti a tutta la famiglia reale. Tra gli spettatori, erano presenti, tra gli altri, Paul McCartney, Michael Caine, Cat Stevens, Shirley Bassey, Roman Polański e sua moglie Sharon Tate. Inizia il concerto che procede tranquillamente, come si conviene quando è presente la famiglia reale al gran completo.
Verso la fine però, dopo la riedizione della canzone Somewhere (nella quale Diana Ross aveva inserito un suo monologo), le sue due compagne fanno un passo indietro e lasciano Ross sola davanti al microfono, mentre la musica si ferma. La cantante inizia a parlare: «Non ho molte occasioni di parlare a persone potenti come chi mi sta davanti oggi. Io, come vedete, sono nera, mentre voi siete bianchi. Io canto e voi mi ascoltate, poi quando tutto è finito ce ne andiamo insieme dalla sala. Ci sono posti nel mondo, compreso alcuni stati del mio paese, gli Stati Uniti, dove neri e bianchi non hanno gli stessi diritti, non possono neanche uscire dalla stessa porta. Vorrei che ci pensaste quando tornerete nelle vostre case.» Mentre Ross si allinea alle sue compagne, nella sala cade un silenzio imbarazzato.
Qualcuno, dalle ultime file, batte timidamente le mani, altri lo seguono. In breve, tutta la platea, compresi i membri della famiglia reale, si alza in piedi e prolunga l'applauso per due minuti consecutivi. Diana Ross ringrazia e annuncia il brano successivo. Alla fine del concerto, le Supremes vennero salutate e ricevute dalla Regina madre. Il giorno dopo, i giornali inglesi misero in risalto quanto avvenuto più che altro per il fatto che Diana Ross mise in difficoltà la famiglia reale inglese che, per legge, non può prendere posizione in fatto di politica sia nazionale che internazionale.
Someday We'll Be Together nell'ottobre del 1969 divenne, ironicamente, dopo l'addio dato il 14 gennaio 1970 da Ross alle Supremes, l'ultimo numero uno delle Supremes nella Billboard Hot 100 (il 12° numero uno nelle classifiche Americane in soli cinque anni!). A quel punto il gruppo ritornò al nome The Supremes e la formazione del gruppo cambiò frequentemente. Lynda Laurence (al posto di Birdsong nel 1972), Scherrie Payne e Susaye Greene e Karen Jackson (al posto di Wilson nel 1976) diventarono membri del gruppo negli anni settanta. Gli anni successivi non videro mai più ripetersi il successo del periodo precedente. Alla fine le Supremes si sciolsero nel 1977 dopo una carriera di quasi vent'anni.

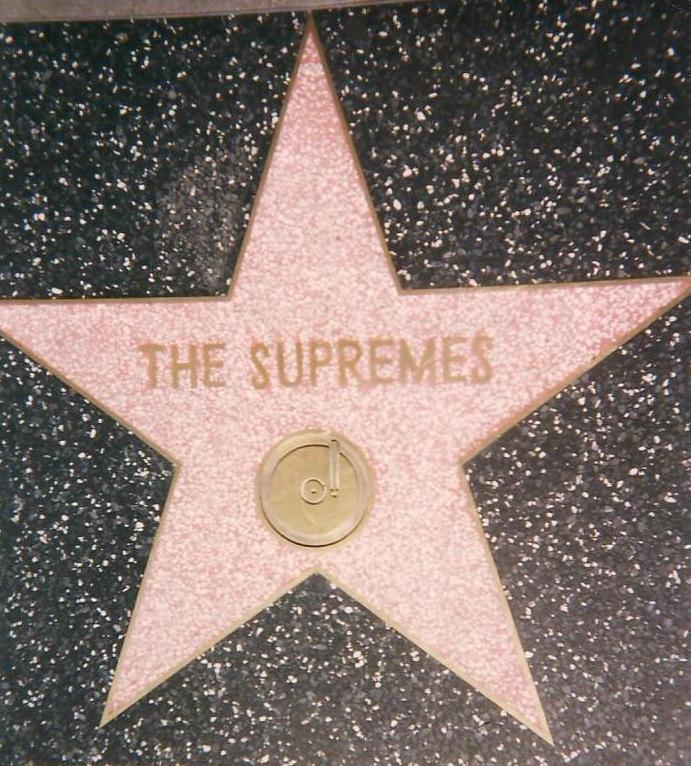
La stella nella Hollywood Walk of Fame

Nel maggio 1983, Diana Ross, Mary Wilson e Cindy Birdsong si riunirono in occasione dello speciale televisivo Motown 25: Yesterday, Today, Forever.
Nel 1984, Wilson scrisse il romanzo Dream Girl: My Life As a Supreme.
Nel 1988 le Supremes sono state inserite nella Rock and Roll Hall of Fame e nel 1998 nella Vocal Group Hall of Fame.
L'11 marzo 1994 il gruppo ha ricevuto la stella nella Hollywood Walk of Fame. I loro nomi sono inclusi anche nella Young Hollywood Hall of Fame.
Nel 2006 il regista Bill Condon ha realizzato Dreamgirls, un adattamento cinematografico del musical, che vinse tre Golden Globe e due premi Oscar.

## Formazione
- Betty McGlown (1959 -1960)
- Florence Ballard (1959 -1967)
- Diana Ross (1959 -1970)
- Mary Wilson (1959 -1977)
- Barbara Martin (1960 -1962)
- Cindy Birdsong (1967 -1972, 1973 -1976)
- Jean Terrell (1970 -1973)
- Lynda Laurence (1972 -1973)
- Scherrie Payne (1973 -1977)
- Susaye Greene (1976 -1977)

## Discografia
- 1962 – Meet the Supremes (Motown Records)
- 1964 – Where Did Our Love Go? (Motown Records)
- 1964 – A Bit of Liverpool (Motown Records)
- 1965 – The Supremes Sing Country Western & Pop (Motown Records)
- 1965 – We Remember Sam Cooke (Motown Records)
- 1965 – More Hits by the Supremes (Motown Records)
- 1965 – At the Copa (Motown Records)
- 1965 – Merry Christmas (Motown Records)
- 1965 – With Love (Motown Records)
- 1966 – I Hear a Symphony (Motown Records)
- 1966 – Supremes A' Go-Go' (Motown Records)
- 1967 – The Supremes Sing Holland-Dozier-Holland (Motown Records)
- 1967 – The Supremes Sing Rodgers & Hart (Motown Records)
- 1968 – Reflections (Motown Records)
- 1968 – Live at London's Talk of the Town (Motown Records)
- 1968 – Funny Girl (Motown Records)
- 1968 – Diana Ross & the Supremes Join the Temptations (Motown Records)
- 1968 – Love Child (Motown Records)
- 1968 – T.C.B. (Motown Records)
- 1968 – Sing (Motown Records)
- 1969 – Let the Sunshine In (Motown Records)
- 1969 – It's Happening (MCA)
- 1969 – Together (Motown Records)
- 1969 – Cream of the Crop (Motown Records)
- 1969 – On Broadway (Motown Records)
- 1970 – Captured Live on Stage! (Motown Records)
- 1970 – Right On (Motown Records)
- 1970 – Farewell (live) (Motown Records)
- 1970 – The Magnificent 7 (Motown Records)
- 1970 – New Ways But Love Stays (Motown Records)
- 1971 – The Return of the Magnificent Seven (Motown Records)
- 1971 – Touch (Motown Records)
- 1971 – Dynamite (Motown Records)
- 1972 – Floy Joy (Motown Records)
- 1972 – The Supremes Arranged and Produced by Jimmy Webb (Motown Records)
- 1975 – The Supremes (Motown Records)
- 1976 – High Energy (Motown Records)
- 1976 – Mary, Scherrie and Susaye (Motown Records)
- 2004 – In Japan (live) (Motown Records/Hip-O)